# Zanthoxylum achidek
Zanthoxylum achidek är en vinruteväxtart som beskrevs av Sanoja. Zanthoxylum achidek ingår i släktet Zanthoxylum och familjen vinruteväxter. Inga underarter finns listade i Catalogue of Life.